# Vụ phát tán điện tín ngoại giao Hoa Kỳ

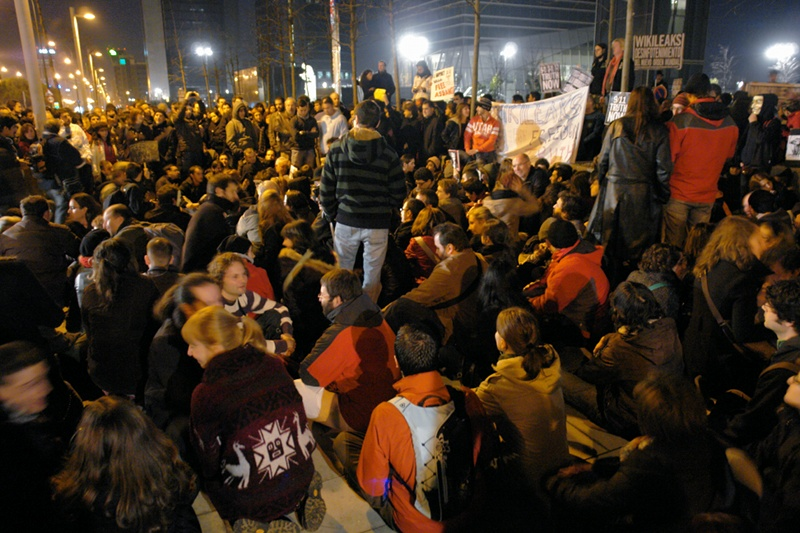
Những người ủng hộ WikiLeaks biểu tình trước Đại sứ quán Anh ở Madrid, ngày 11 tháng 12 năm 2010

Vào ngày 28 tháng 11 năm 2010, WikiLeaks và năm tờ báo lớn của Tây Ban Nha (El País), Pháp (Le Monde), Đức (Der Spiegel), Vương quốc Anh (The Guardian) và Hoa Kỳ (The New York Times) đồng loạt bắt đầu công bố 220 đầu tiên trong số 251.287 tài liệu bị rò rỉ được dán nhãn mật - nhưng không phải là tối mật - và từ ngày 28 tháng 12 năm 1966 đến ngày 28 tháng 2 năm 2010.
Nội dung của các bức điện ngoại giao bao gồm nhiều bình luận và tiết lộ không được bảo vệ liên quan đến: các nhà ngoại giao Hoa Kỳ thu thập thông tin cá nhân về Ban Ki-moon, Tổng thư ký Liên Hợp Quốc và các quan chức hàng đầu khác của Liên Hợp Quốc; những lời phê bình và ca ngợi về nước sở tại của nhiều đại sứ quán Hoa Kỳ; diễn tập chính trị liên quan đến biến đổi khí hậu; thảo luận và đưa ra các nghị quyết hướng tới chấm dứt căng thẳng đang diễn ra ở Trung Đông; nỗ lực và phản kháng hướng tới giải trừ vũ khí hạt nhân; hành động trong Cuộc chiến chống khủng bố; đánh giá về các mối đe dọa khác trên thế giới; giao dịch giữa các quốc gia khác nhau; Các nỗ lực của tình báo và phản gián Hoa Kỳ; và các hành động ngoại giao khác. Phản ứng đối với vụ rò rỉ điện tín ngoại giao của Hoa Kỳ rất đa dạng. Vào ngày 14 tháng 12 năm 2010, Bộ Tư pháp Hoa Kỳ đã ban hành trát đòi hầu tòa chỉ đạo Twitter cung cấp thông tin cho các tài khoản đã đăng ký hoặc liên kết với WikiLeaks. Twitter đã quyết định thông báo cho người dùng của mình. Việc lật đổ tổng thống ở Tunisia năm 2011 một phần được cho là do phản ứng chống lại tham nhũng được tiết lộ qua các bức điện tín bị rò rỉ.
Vào ngày 1 tháng 9 năm 2011, người ta đã công khai rằng một phiên bản mã hóa của kho lưu trữ khổng lồ của WikiLeaks về các cáp của Bộ Ngoại giao Hoa Kỳ chưa được biên tập lại đã có sẵn qua BitTorrent trong nhiều tháng và rằng khóa giải mã (tương tự như mật khẩu) có sẵn cho những người biết chỗ tìm thấy nó. Biên tập viên của tờ Guardian, David Leigh và nhà báo Luke Harding đã công bố chìa khóa giải mã trong cuốn sách của họ, WikiLeaks: Inside Julian Assange's War on Secrecy, vì vậy các tập tin hiện đã được công bố rộng rãi cho bất kỳ ai. Thay vì để những kẻ độc hại công bố dữ liệu đã chọn, WikiLeaks quyết định xuất bản toàn bộ kho lưu trữ chưa được xác thực ở dạng có thể tìm kiếm trên trang web của mình.